# Cordilura ciliata
Cordilura ciliata är en tvåvingeart som först beskrevs av Johann Wilhelm Meigen 1826.  Cordilura ciliata ingår i släktet Cordilura och familjen kolvflugor. Arten är reproducerande i Sverige. Inga underarter finns listade i Catalogue of Life.